# آدا اسمیت (ژیمناست)
آدا اسمیت (انگلیسی: Ada Smith; ۲۴ ژوئن ۱۹۰۳ – ۸ اوت ۱۹۹۴) ژیمناست هنری زن اهل بریتانیا بود.